# Torre de Gavadà
La Torre de Gavadà és un monument protegit com a bé cultural d'interès nacional del municipi de Vandellòs i l'Hospitalet de l'Infant (Baix Camp).

## Descripció
Edifici de planta circular. Es conserva encara fins una mica més amunt de la volta de la planta baixa (construïda a la manera típica de la contrada, en espiral, com les barraques de vinya), la qual sosté el primer pis, desaparegut. L'estat ruïnós general ha avançat en els darrers anys, si es compara l'estat actual amb la fotografia publicada per F. Marius Bru. S'aprecia especialment la caiguda de moltes pedres a la cara externa del paredat, les quals es troben distribuïdes en línies horitzontals. En la part baixa de la construcció, la torre té una mena de talús, de forma bombada, per sostenir millor la part cilíndrica superior, salvant així el desnivell de la muntanya, aterrassada. Té una porta a peu pla, la qual s'obre vers les ruïnes de l'edifici d'un antic mas amb el que sembla que comunicava un pas elevat.

## Història
Torre de defensa bastida probablement en el segle xvi, en la mateixa època d'inestabilitat que la majoria d'aquest tipus de torres. En aquest indret, format per la casa adjunta i la torre, l'any 1606 va haver-hi un enfrontament entre uns bandolers i els habitants del mas, els pares de Pere Pau Revull, conegut com a Pau de Crist. Revull fou el fundador del Santuari de Cardó, i sembla que hauria nascut en la casa. El lloc de Gavaldà es troba actualment abandonat, i mai no tingué església ni cementiri propis. L'any 1787 tenia 4 focs. L'any 1850, 42 habitants; el 1900 va arribar a la màxima taxa demogràfica, 123 habitants, que l'any 1950 s'havia reduït a 25.